# ARA Almirante Brown (1880)
«Альміранте Браун» (ісп. ARA Almirante Brown) - казематний броненосець ВМС Аргентини кінця XIX століття.
Свою назву отримав на честь адмірала Вільяма Брауна, засновника ВМС Аргентини.

## Історія створення
У другій половині XIX століття між Чилі та Аргентиною виникли суперечки щодо приналежності Патагонії. В цих умовах обидві країни розпочали нарощення своїх військово-морських сил.
У відповідь на збільшення чилійського флоту Аргентина у 1878 році звернулась до Великої Британії з проханням про придбання нового основного корабля, оскільки на той момент її флот складався з двох моніторів прибережної зони типу «Ель Плата» («Ель Плата» і «Лос-Андес»).
Корабель ,який отримав назву «Альміранте Браун», був замовлений на фірмі «Samuda Brothers». Корабель був спущений на воду 6 жовтня 1880 року. 14 червня 1881 року пройшли морські випробування, і у 1882 році корабель прибув до Аргентини.

## Конструкція

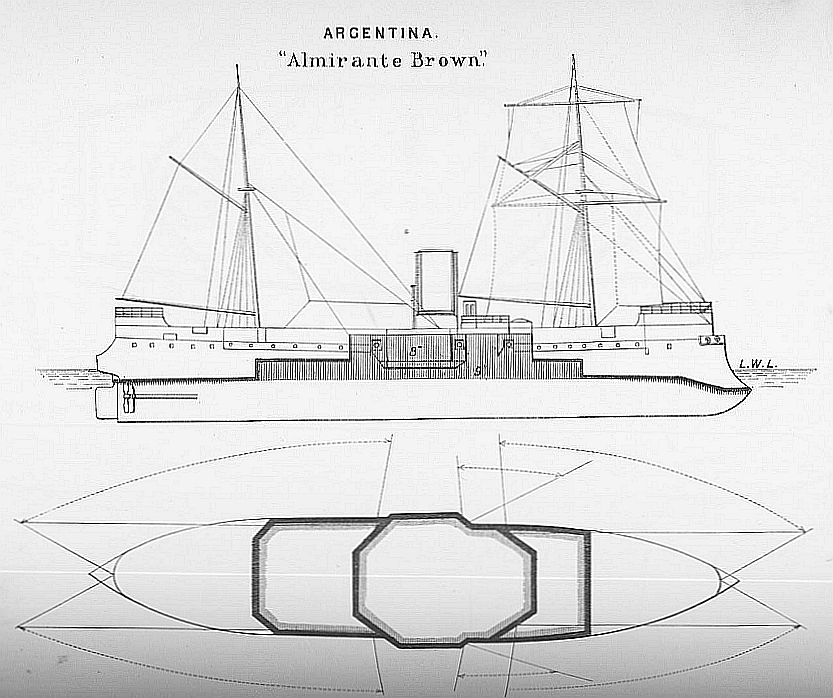

### Корпус та бронювання
Корпус корабля був виготовлений зі сталі, із дерев'яно-цинковою обшивкою.
Основний броньовий пояс мав товщину 230 мм у середині корабля і зменшувався до 190 мм у носовій та кормовій частинах. Нижче основного поясу знаходилась броня, яка мала товщину 150 мм у центі та 38 мм в кінцях корабля.
Центральну батарею захищала броня товщиною 152-203 мм. Дах батареї мав товщину 16 мм, броньова палуба - 38 мм. Броня бойової рубки також мала бронювання товщиною 203 мм.

## Силова установка
Силова установка складалась із 8 парових котлів, розміщених у чотирьох водонепроникних котельнях, які виробляли пару для двох парових машин потужністю 5 400 к.с. Силова установка забезпечувала швидкість руху у 14 вузлів.
Запас вугілля становив 650 т.
Крім того, корабель був оснащений вітрилами площею 930 кв.м.

### Озброєння
Озброєння корабля складалось з восьми 203-мм казеннозарядних гармат Армстронга, які розміщувались в казематах - шість в центральній батареї, і по одній в носовій та кормовій частинах.
Ці гармати робили «Альміранте Браун» дуже потужним кораблем.
Також на кораблі були встановлені шість 120-мм гармат. Чотири були спрямовані вперед, а дві, розміщені в кормі - назад.
Ближній захист забезпечували дві 9-фунтові і дві 7-фунтові гармати.

## Історія служби
«Альміранте Браун» був найбільшим кораблем аргентинського флоту, допоки наприкінці 1890-х років не були придбані чотири крейсери типу «Джузеппе Гарібальді».
28 січня 1889 року він був присутнім на церемонії відкриття південної гавані в Буенос-Айресі.
У 1892 році «Альміранте Браун» та крейсер «Вейнтісінко де Майо» представляли Аргентину в Іспанії на святкуванні 400-річчя відкриття Америки.
У 1897 році корабель на верфі заводу «La Seyne» в Тулоні пройшов модернізацію, під час якої гармати основного калібру були замінені на 10 скорострільних 152-мм гармат Кане. Шість гармат були розміщені в центральній батареї, решта були розміщені попарно замість носової та кормової гармат.
Крім того, старі 120-мм гармати були замінені на нові, скорострільні. Екіпаж корабля скоротився до 380 чоловік.
На початку 1920-х років, з появою у складі флоту Аргентини лінійних кораблів типу «Рівадавія» застарілий «Альміранте Браун» був перекласифікований в броненосець берегової охорони і використовувався як навчальний корабель.
Він залишався на службі до початку 1930-х років. 17 листопада 1932 року корабель був виключений зі складу флоту і зданий на злам.